# Gephyromantis salegy
Gephyromantis salegy – gatunek płaza bezogonowego z rodziny mantellowatych (Mantellidae), zamieszkującego lasy deszczowe na północy Madagaskaru.

## Taksonomia

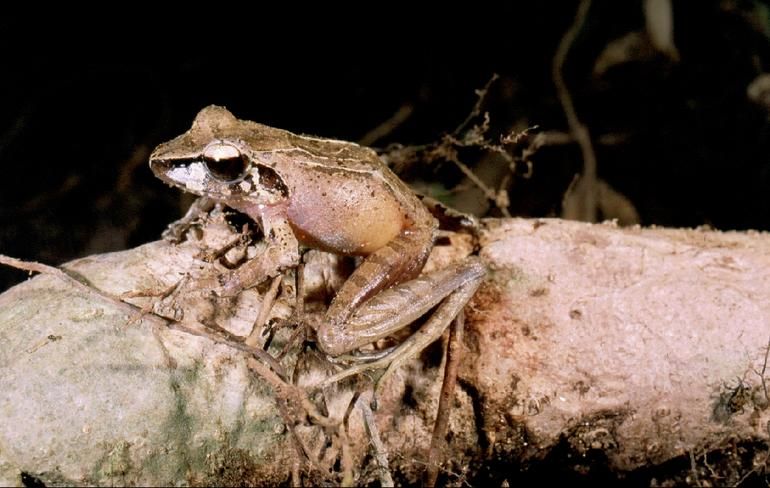
Paratyp, samica

Gatunek ten opisali w 2003 roku Andreone, Aprea, Vences i Odierna, nadając mu nazwę Mantidactylus salegy. Do rodzaju Gephyromantis przenieśli go Vences i Glaw w 2006 roku.
Epitet gatunkowy salegy pochodzi z języka malgaskiego i oznacza styl folkowej muzyki i tańca typowy dla północnego Madagaskaru. Badaczom skojarzył się z nim odgłos wydawany przez płaza.

## Morfologia
Płaz wedle autorów jego nazwy mierzy od czubka pyska do kloaki 4,5–5 cm, choć wedle innych źródeł jest to wielkość samic, samce natomiast osiągają 4,6–4,8 cm. Duże rozmiary odróżniają go od podobnych gatunków, jak Gephyromantis tandroka czy G. luteus (podobnie jak wydatniejsze gruczoły udowe).
Na szczęce (szczególnie u samic) widnieją białe kropki. Między oczami sytuują się wydatne guzki (dzięki nim odróżnia się płaza od G. luteus, Gephyromantis sculpturatus i Gephyromantis plicifer). Na grzbiecie i bokach tworzą się dobrze widoczne grzebienie. Samca odróżniają od płci przeciwnej parzyste worki rezonansowe podgardzielowe. Nawet gdy są nieużywane, ich położenie zdradzają płaty ciemnej skóry na podgardlu, pomiędzy którymi się znajdują. Na piętach jedynie szczątkowe kolce, boczne kości śródstopia częściowo łączą się ze sobą, opuszki palców nie tworzą nuptial pads.

## Występowanie

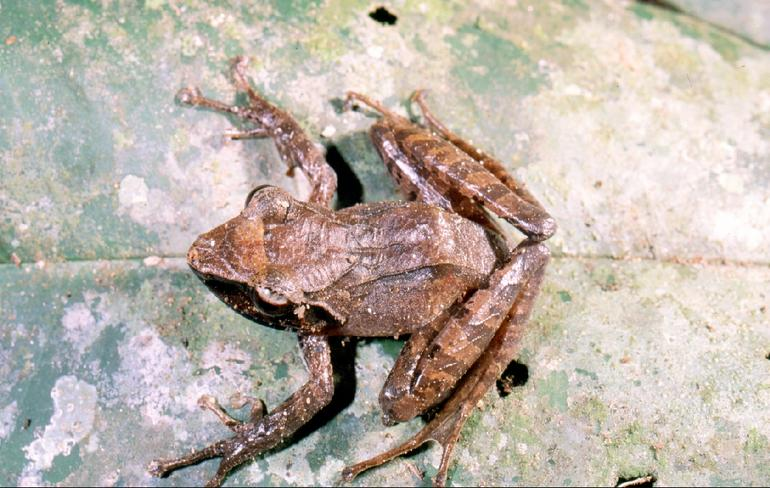
Holotyp, samiec z Ambolokopatriki oznaczony jako MRSN
A2038

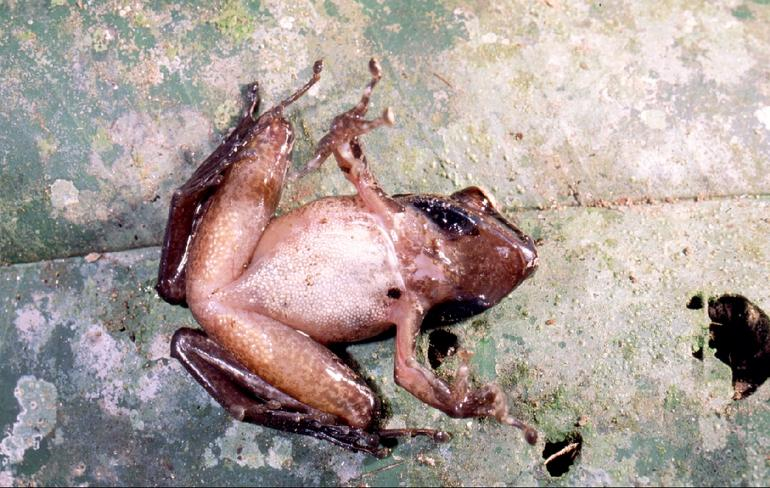
Ten sam osobnik od strony brzusznej

G. salegy żyje na północnym wschodzie Madagaskaru, w okolicach Anjanaharibe-Sud. Jako lokalizację typową ustanowiono Ambolokopatrikę, przesmyk leśny, gdzie w grudniu 1997 znaleziono osobniki, dzięki którym wyodrębniono gatunek. Nie byli to jednak pierwsi jego przedstawiciele spotkani przez człowieka, gdyż włączono weń także osobnika napotkanego w 1996 w lesie Besariaka.
Płaz bytuje na wysokościach pomiędzy 500 i 1000 m n.p.m. Jego habitat IUCN określa jako dziewiczy wilgotny las równikowy. Jednak autorzy wspominają o lesie mozaikowym, miejscowo pierwotnym, miejscowo wtórnym, w tym zdegradowanej formacji roślinnej savoka obfitującej głównie w roślinność zielną. Rośnie on w wilgotnym, tropikalnym klimacie ze średnią temperaturą 18 °C w lipcu do 25 °C w lutym, o opadach 2000 mm i z deszczem przez 271 dni w roku. Przez 2 miesiące w roku (wrzesień i październik) trwa pora sucha.

## Behawior i rozmnażanie
Odgłos zwierzęcia, słyszany wieczorem i w pierwszych godzinach nocnych (18–21), stanowi seria 8–11 terkotliwych i dźwięcznych dźwięków o częstotliwości 1000–3500 Hz. Pojedynczy odgłos trwał 0,695–0,968 s (średnio 0,808 s), składając się z tonów wydawanych przez 34–53 ms (średnio 44 ms). Nawołujące osobniki usadawiają się zwykle z dala (ponad 10 m) od zbiornika wodnego 2–3 m nad poziomem gruntu, ukryte w krzakach lub innej gęstej roślinności. Nad bliskość wody przedkładają obecność odpowiednich roślin. Gromadzą się, gdy znajdą odpowiednie miejsce. Przerywają swój rechot, gdy ktoś lub coś im przeszkadza.
Bardzo mało wiadomo na temat rozrodu tego płaza. Podejrzewa się rozwój bezpośredni, co znajduje uzasadnienie w badaniach jednej z samic. Znaleziono u niej w przyrośniętym do ściany brzucha jajniku 14 mierzących 2–2,5 mm średnicy oocytów, jednakże ich rozmiar wskazuje, że nie były one w pełni rozwinięte. Natomiast tak mała liczba stanowi argument za wspomnianym sposobem rozrodu.

## Genetyka
Porównywano kariotyp rzeczonego płaza z występującymi u pokrewnych gatunków, jak Gephyromantis granulatus, Gephyromantis leucomaculatus, Gephyromantis moseri, Gephyromantis redimitus, Gephyromantis zavona, Gephyromantis pseudoasper i Gephyromantis luteus (przez autorów zaliczane wszystkie do rodzaju Mantidactylus), zwracając uwagę na wygląd i ogólną strukturę chromosomów i chromatyny, a także lokalizację obszarów jąderkotwórczych (NOR). Wyniki, potwierdzając przydatność określania lokalizacji NOR w filogenetyce, wykazały najbliższe pokrewieństwo pomiędzy opisywanym gatunkiem a G. redimitus, G. zavona i G. leucomaculatus. Wszystkie gatunki posiadają 13 par chromosomów. U G. salegy obszar jąderkotwórczy mieści się na 6. parze.

## Status
W Czerwonej księdze gatunków zagrożonych IUCN płaz ten od 2004 roku klasyfikowany jest jako gatunek narażony (VU, ang. Vulnerable).
Zwierzę nie jest zbyt pospolite, a znalezienie osobnika przysparza trudności. Całkowita liczebność ulega obniżeniu.
Wśród czynników wpływających negatywnie na lasy zamieszkiwane przez tego płaza IUCN wymienia:
- rolnictwo, zwłaszcza zaś wypas zwierząt gospodarskich
- pozyskiwanie drewna i wytwarzanie węgla drzewnego
- rozprzestrzenianie się eukaliptusa
- osadnictwo ludzkie

Zwierzę występuje w następujących obszarach chronionych:
- Park Narodowy Masoala
- Rezerwat specjalny Anjanaharibe-Sud